# Lucyna
Lucyna – imię żeńskie pochodzenia łacińskiego. Oznacza z łac. lucina – niosąca światło, narodziny (lucinus, -a, -um 'świetlisty'). Patronką imienia jest św. Lucyna z I lub III wieku. Wywodzi się od imienia bogini światła i narodzin. Powiązanym imieniem może być germańska „Lucinda”, pochodząca od imienia „Lucia” (Łucja).
Imię to niekiedy jest wymiennie używane z imionami bogiń Dianie i Juno.
W styczniu 2025 r. w rejestrze PESEL, wśród publicznie dostępnych danych dotyczących osób żyjących, wykazano 78719 kobiet o imieniu Lucyna nadanym jako imię pierwsze.
Lucyna imieniny obchodzi: 30 czerwca, 17 października i 26 października.

## Kobiety noszące imię Lucyna
- Lucyna Ćwierczakiewiczowa (1829–1901) – polska autorka
- Lucyna Mirosława Falkowska (ur. 1951) – polska naukowiec, oceanolog, profesor
- Lucyna Grobicka (1963–2013) – polska dziennikarka i prezenterka telewizyjna (pogoda)
- Lucyna Hertz (1917–1944) – polska oficer odznaczona Orderem Wojennym Virtuti Militari
- Lucyna Kornobys (ur. 1978) – polska lekkoatletka, paraolimpijka
- Lucyna Kotarbińska (Mrówka) (1858–1941) – polska publicystka, malarka i działaczka społeczna
- Lucyna Krzemieniecka (1907–1955) – polska pisarka
- Lucyna Langer-Kałek (ur. 1956) – polska lekkoatletka
- Lucyna Legut (1926–2011) – polska pisarka, malarka i aktorka
- Lucyna Malec (ur. 1966) – polska aktorka
- Lucyna Messal (Messalka) (1886–1953) – polska tancerka i śpiewaczka
- Lucyna Szczepańska (1909–1999) – polska śpiewaczka operowa
- Lucyna Winnicka (1928–2013) – polska aktorka i dziennikarka
- Lucyna Wiśniewska (ur. 1955) – posłanka na Sejm RP V kadencji
- Lucyna Żukowska – bohaterka powstania styczniowego

## Postaci fikcyjne noszące imię Lucyna
- Lucyna Kuperczak – zwana Luśką, bohaterka bajki Kurczak Mały
- Lucyna Schmidt – bohaterka polskiego serialu Komisarz Alex